# Lota (piève)
Pour les articles homonymes, voir Lota.
Lota ou Bastia est une ancienne piève de Corse. Située dans le nord-est de l'île, elle relevait de la province de Bastia sur le plan civil et du diocèse de Mariana sur le plan religieux.

## Géographie
Le territoire de l'ancienne piève de Lota correspond aux territoires des communes actuelles et anciennes de :
- Bastia ;
- Cardo (rattachée à Bastia en 1844) ;
- Ville-di-Pietrabugno ;
- San-Martino-di-Lota ;
- Santa-Maria-di-Lota.

Les pièves voisines de Lota sont :
La pieve de Lota et Pietrabugno comportait au début du XVIe siècle les lieux habités suivants :
- Aqualto, village-centre de San-Martino-di-Lota où se trouve l'église à la façade néoclassique dédiée à Saint Martin (d'où vient le nom de la commune) édifiée à l'emplacement d'un fortin et d'une chapelle du XIIIe siècle
- l’Oratoio, Oratoggio hameau à l'est d'Aqualto
- Aneto, Anneto hameau au nord-ouest de San-Martino-di-Lota
- Mola, hameau à 200 m au sud d'Anneto. S'y trouve le château Cagninacci, un ancien couvent de Capucins avec l'ancienne église conventuelle Notre-Dame-des-Anges tous deux du XVIIe siècle, classé monument historique[2]
- Castagneto, Castagnetu hameau attenant à Aqualto où se trouve de nos jours l'annexe de la mairie
- Canale, hameau au sud du village de San-Martino-di-Lota
- le Muchiete, Mucchieta, hameau à l'ouest de San-Martino-di-Lota
- lo Santorio,
- Mandriale, hameau à l'ouest et le plus haut de Santa-Maria-di-Lota
- la Ficarella, village-centre de Santa-Maria-di-Lota
- le Partine, Partine hameau au NNE du centre de Santa-Maria-di-Lota
- la Vetrice,
- Toga, hameau du littoral aujourd'hui quartier portuaire partagé entre Ville-di-Pietrabugno et Bastia
- Cardo, village à l'ouest de Bastia aujourd'hui faisant partie de Bastia
- Casevecchie, hameau au sud de Ville-di-Pietrabugno
- la Guaitella, Guaitella village-centre de Ville-di-Pietrabugno
- Astima, hameau au sud de Ville-di-Pietrabugno
- l’Alzeto, Alzetu hameau au nord de Ville-di-Pietrabugno
- lo Suerto, Suerto village ruiné au XVIIe siècle à la suite de raids barbaresques, à l'est d'Alzeto
- lo Pogiolo, Poggiolo village ruiné au XVIIe siècle à la suite de raids barbaresques, à l'est d'Alzeto

Lota et Pietrabugno comptaient alors environ 2 350 habitants.

« [...] la piève de Lota qui faisait quatre cent soixante-dix feux, répartis en vingt villages ; elle est aujourd'hui en grande partie inhabitée. Cette piève est renommée pour l'abondance et la qualité de ses vins. Les vins qu'elle produit sont en effet très estimés, surtout ceux de Pietranera, endroit ainsi appelé à cause d'une suite de rochers qui s'avancent en pointe dans la mer et se trouvent entre deux petits ruisseaux, l'un appelé Grigione, l'autre Miomo ; ces rochers ont en effet une couleur noirâtre. Les vins de Pietranera, dont on ne peut contester l'excellente qualité, jouissent d'une grande réputation en terre ferme, surtout Rome. Cette piève produit encore des figues savoureuses, et de très bons pâturages auxquels les chevreaux de Lota doivent leur réputation. »

— Agostino Giustiniani - Description de la Corse, traduction de Lucien Auguste Letteron in Histoire de la Corse, tome I p. 48.
Au nord se trouvait la piève de Brando, au sud la piève d'Orto, à l'ouest la piève de Patrimonio et au nord-ouest la piève de Nonza.
Au XVIIe siècle l’abbé contemporain Francesco Maria Accinelli à qui Gênes avait demandé d'établir à des fins militaires une estimation des populations à partir des registres paroissiaux, avait rapporté (texte en italien) : « La Pieue di Lotta, e Pietrabugno che, è à tramontana della Bastia faceua altre uolte 470 fuochi compresi in 20 cCasali. Fà al presente anime 1320. Li suoi luoghi principali sono Petrabugno, Guaitella, Caseuechie, Casenoue, Astima, Alzeto, Cardo, S.Maria, S.Martino di Lotta, che è il principale di tutti, abbonda questo Paese di uini esquisiti ».

## Histoire
Lota et Pietrabugno formaient deux entités administratives et judiciaires relevant de la juridiction de Bastia et dépendant sur le plan religieux de l'évêque de Mariana. 

Au XVIIe siècle, les deux pievi sont associées pour former la piève judiciaire de Lota et Pietrabugno.

### La pieve religieuse
Au XVIIIe siècle, Lota et Pietrabugno dépendait du diocèse de Mariana dont l'évêque s'était établi à Bastia depuis 1570 en raison de la permanente menace barbaresque.
« Il primo è il Vescouato d’Accia, e Mariana Città distrutte facendo ore il Vescouo residenza nella Città di Bastia avendo sotto di se 16. Pievi, Capo Corso, Luri, Brando, Lota, Orto, Mariana, Bigorno, Caccia, Casinca, Tavagna, Moriani, Ostricone, Tuvani, S.Andrea, Giussani, Casaconi, Ampugnai, e Rostino – Dice L’Ughelli T.IV. contenere la Diocesi di Mariana 87. Parochie con 23.Conventi di Frati essere li abitanti di questa Diocesi Anime 40600, cioè compreso le due diocesi unite Accia, e Mariana ».

#### Église piévane
L'église piévane, ou "pieve" de Lota était dédiée à San Ghjuvanni Battista, non loin du village de Santa Maria. Elle s'est retrouvée par la suite englobée par les bâtiments du couvent de San Ghjacintu. Malheureusement après-guerre les religieuses ont transformé cette église en annexe de leur établissement. Les murs latéraux ont été surélevés et crépis, l'abside abattue. G. Moracchini-Mazel date cette ancienne église de la seconde moitié du IXe siècle.

### La pieve civile
Au XVIIIe siècle, les communautés de la piève de Lota, c'est-à-dire selon Accinelli « le ville di Guaitella, Casevechie, Estima et Alzate 400. Cardo 177. S.Martino di Lotta 413. S. Maria 320 », constituent avec la ville voisine de Bastia la piève civile de Bastia, relevant de la province de Bastia. Cette dernière jouxte au sud la piève d'Orto et au nord la piève capcorsine de Brando, qui était « toujours qualifiée officiellement de "fiefs" pour ménager les seigneurs locaux dépossédés ».

### La pieve judiciaire
La piève judiciaire de Lota et Pietrabugno dépendait du tribunal de Bastia.
La lecture des "ceppi" de la Pieve de Lota révèle dans de nombreux actes que la "Giuridizione di Lota" comprenait les communautés de Santa Maria del Mandriale (actuelle commune de Santa-Maria-di-Lota), De San Martino, de Ville di Petrabugnu et Cardo (pendant un certain temps) mais il faut surtout noter que les limites vers la cité de Bastia était bien plus avancée vers le sud que celles actuelles. Les actes permettent d'en identifier deux au moins. L'une est "la punta della fontanicchia" actuellement le bas de la rue du Castagno (près de la synagogue) au droit de la Maison Castagnola. L'autre était "Piazza della dogana nova" que je ne puis situer avec exactitude mais que je suppose être la Place de La Galetta.